# Kornhamnstorg
Kornhamnstorg est une place de Gamla stan le centre-ville de Stockholm en Suède.

## Présentation
Kornhamnstorg est une place triangulaire reliéeaux rues : Munkbroleden, Lilla Nygatan, Stora Nygatan, Torgdragargränd, Funckens Gränd et Triewaldsgränd.
Au sud-ouest, la place est bordée par Munkbroleden, au nord-ouest par les îlots urbains Cerberus et Charon, et au nord-est par les îlots Typhon et Deucalion.
La place mesure environ 140 x 90 x 90 mètres.
Kornhamn était à l'origine un port, et la première mention de celui-ci remonte à 1427. Le nom fait référence au fait que les navires céréaliers y jetaient l'ancre, leur cargaison étant stockée à Korntorget (aujourd'hui Järntorget). Après le grand incendie de la vieille ville, un marché s'est formé dans les années 1620 près du port. C'était autrefois une place de marché animée, mais c'est aujourd'hui une place paisible.
Au milieu de la place se dresse la statue L'Archer de Christian Eriksson érigée en 1916.
Elle a été érigée en mémoire du combat d'Engelbrekt Engelbrektsson pour la liberté lors de la Révolte d'Engelbrekt contre le gouvernement d'Éric de Poméranie.

## Bâtiments
- Kornhamnstorg 2 - "Sju helvetets portar"
- Kornhamnstorg 4 - "Buckauska huset", 1750,
- Kornhamnstorg 6 - "Cederlundska huset", 1856,
- Kornhamnstorg 49 - "Modehuset 66an", 1906[2]
- Kornhamnstorg 51 - Maison von der Linde, 1632,
- Kornhamnstorg 53 - "Funckska huset", années 1640,
- Kornhamnstorg 57 - "Degermanska huset", 1741,
- Kornhamnstorg 59 - "Nolanwährska huset", années 1650 ,
- Triewaldsgränd 2 - "Adlersköldska huset", années 1700,
- Kornhamnstorg 61 - "Forsströmska huset", 1781.

## Galerie

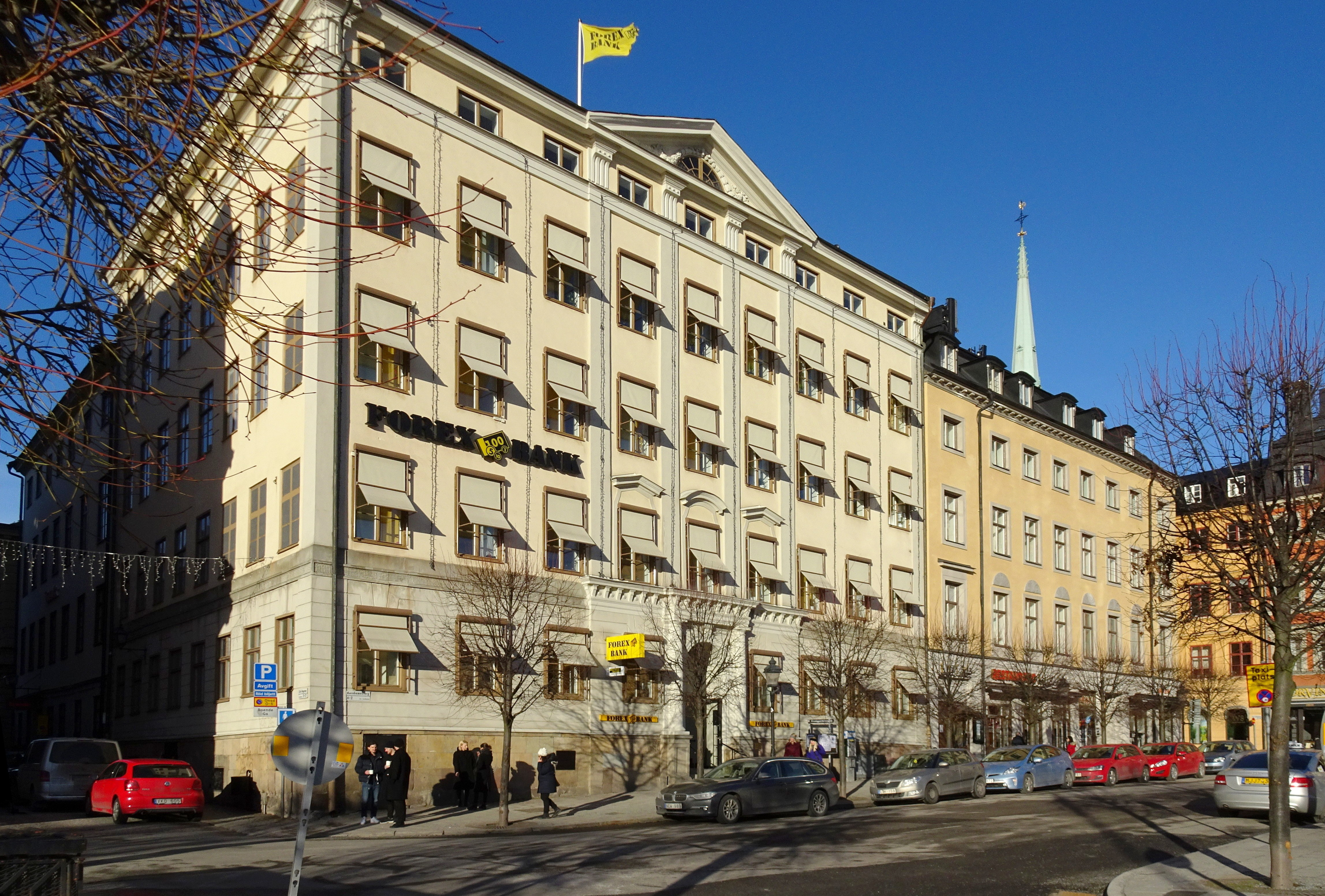
Kornhamnstorg 4 et 2
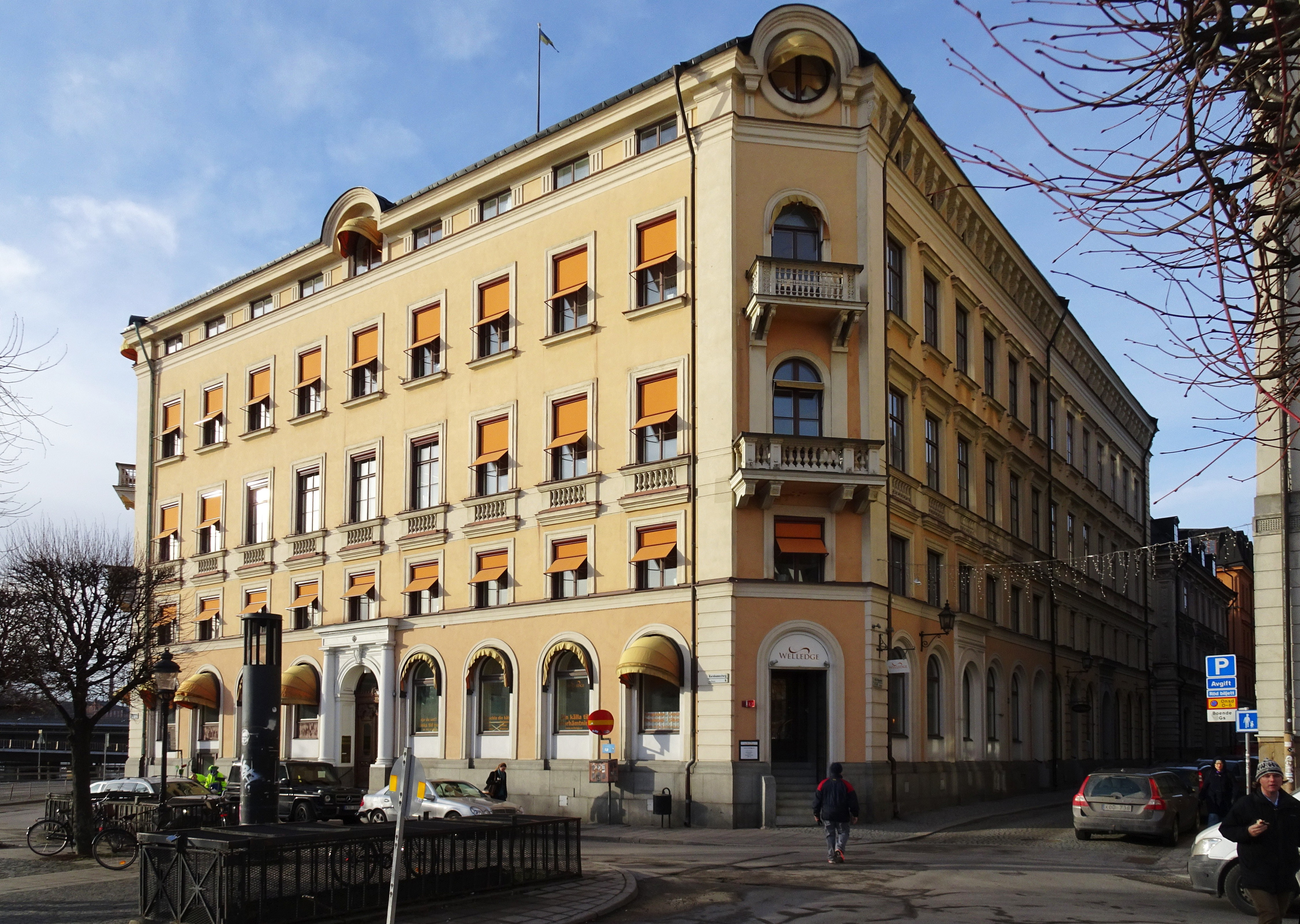
Kornhamnstorg 6
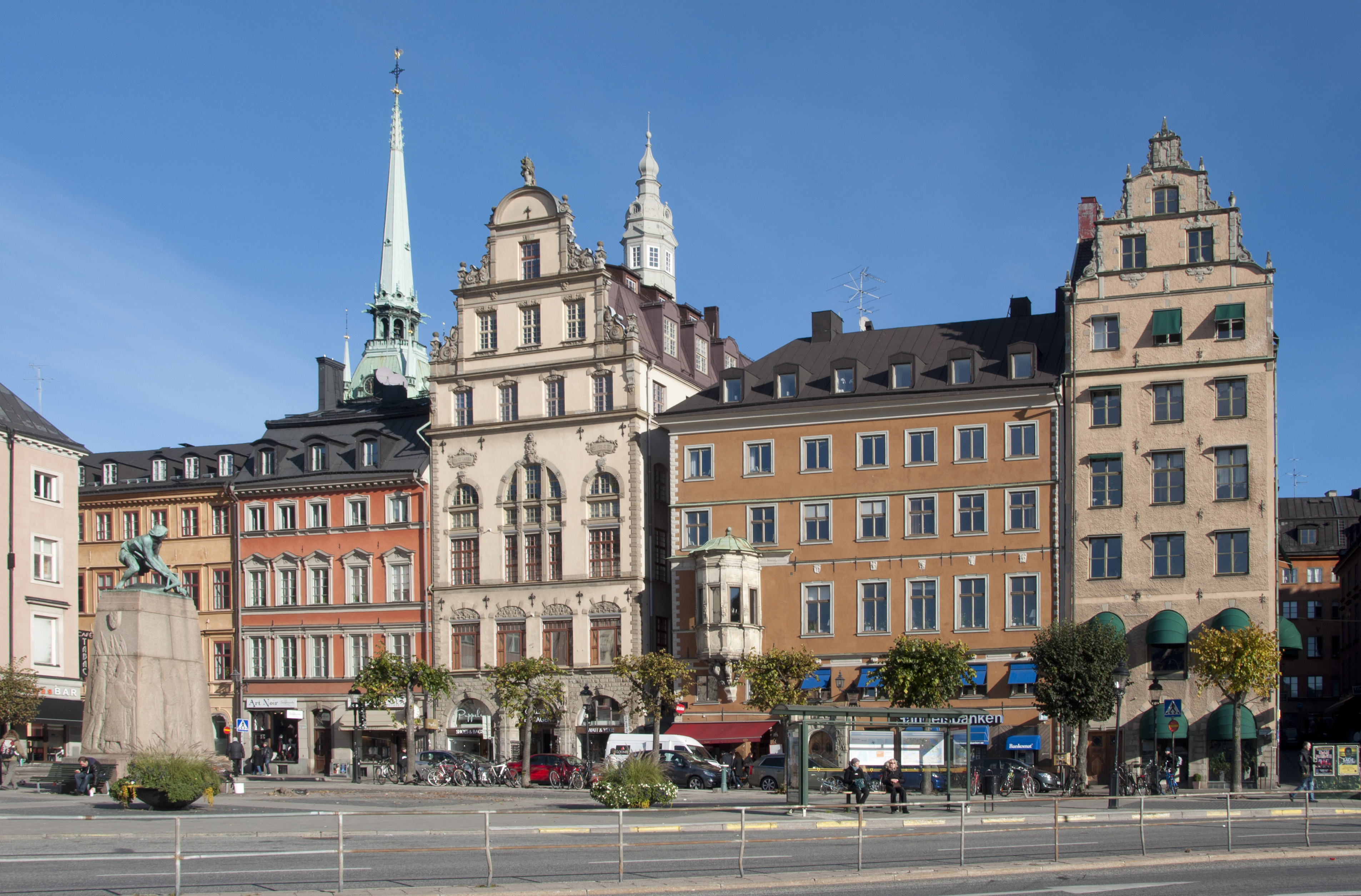
Kornhamnstorg 47-53
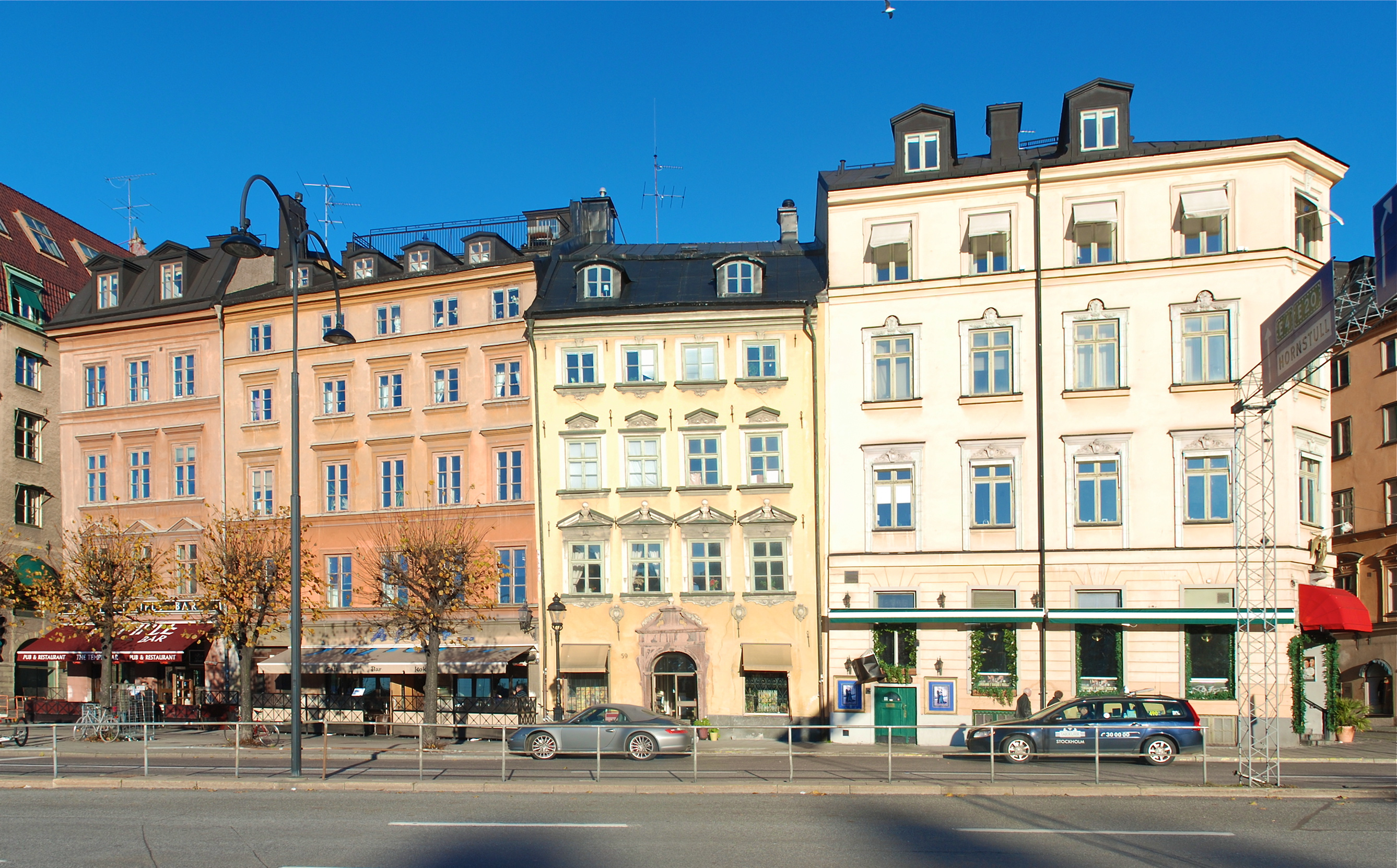
Kornhamnstorg 55-61